# SISGrass

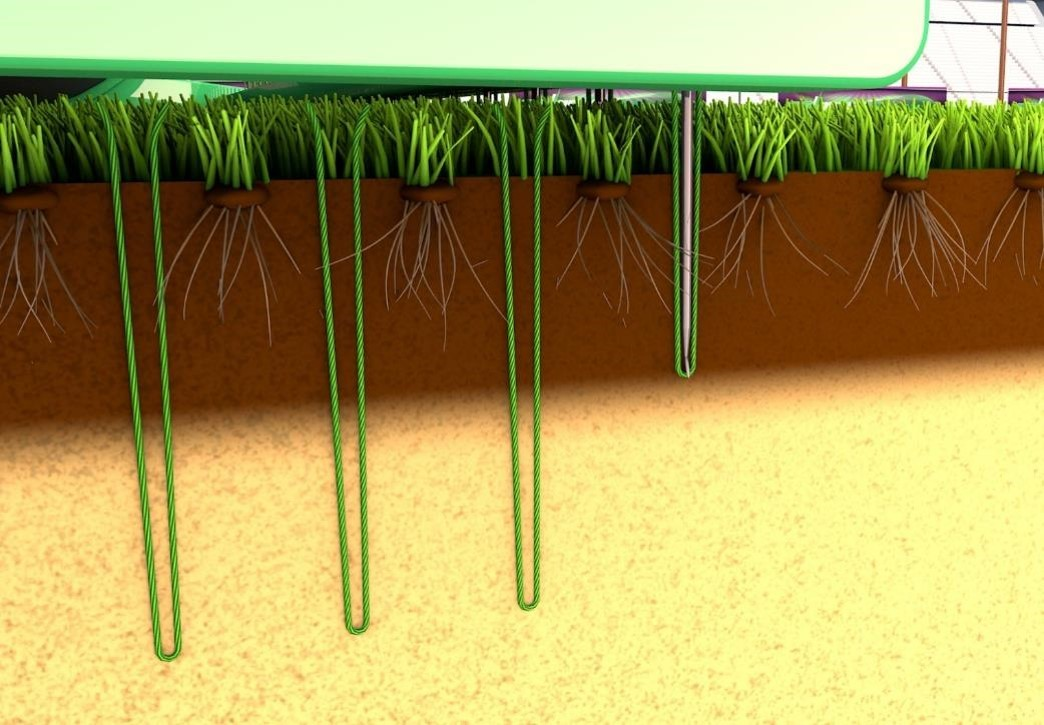
SISGrassの地中イメージ

SISGrass（シスグラス）は、オランダに拠点を置く SIS Pitches（シスピッチ）社が販売・施工するスポーツ競技場向けの打ちこみ式ハイブリッド芝である。

## 概説

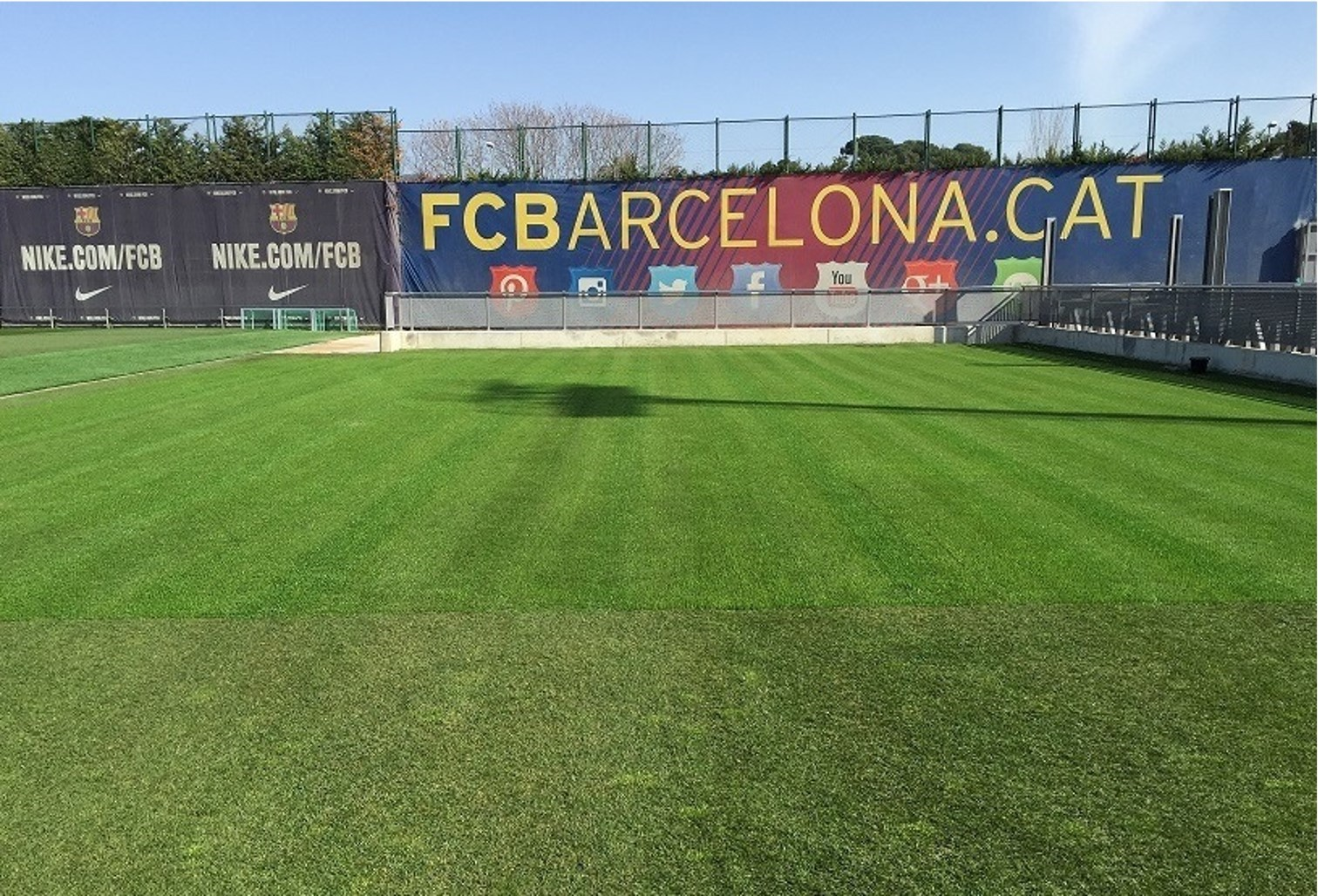
FCバルセロナのトレーニングピッチ

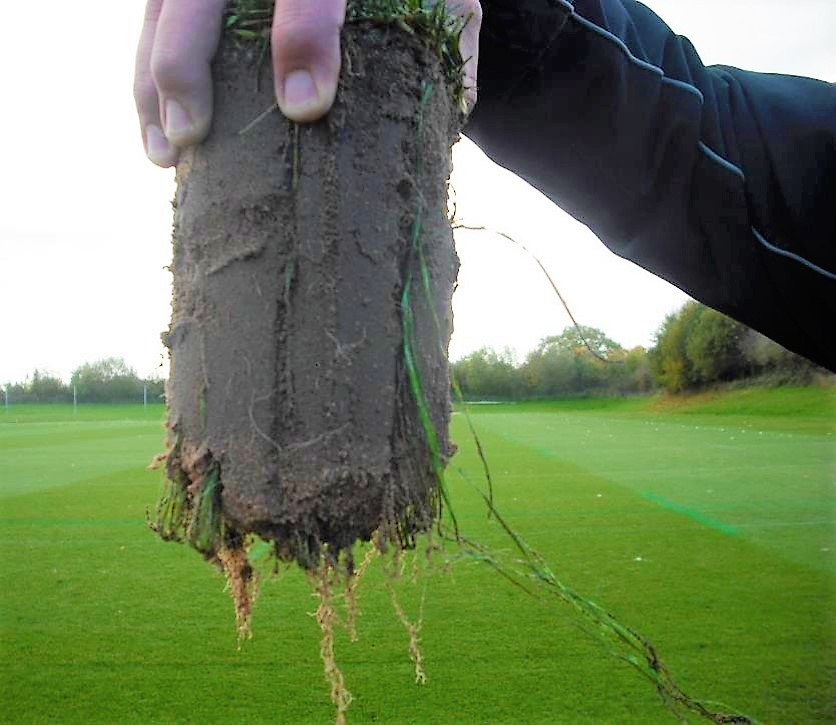
セント・ジョージズ・パークでの検査

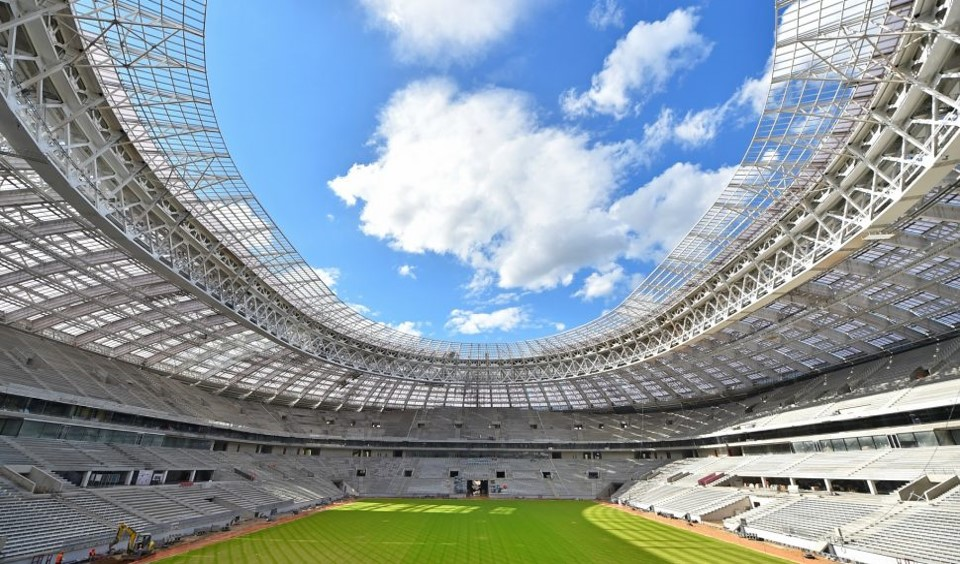
SISGrass採用、2018 ロシアW杯の開幕戦／決勝戦の会場

天然芝の補強材として人工繊維を打ち込み、そこに天然芝の根が成長して絡み合う仕組み。透水性が向上することで芝生の健康な育成にも寄与する。
SIS Pitches社は、SISGrassを施工したピッチは天然芝のみのものと比較すると、耐久性が増し芝の回復が早まると主張している。
SISGrassは、チェルシーFCやFCバルセロナ、ベシクタシュJKなどの有名クラブのスタジアム、練習場施工をはじめ、イングランド代表チームのキャンプ地 『セント・ジョージズ・パーク』 や、2018 FIFAワールドカップ開幕戦および決勝戦が行われたルジニキ・スタジアムにも導入されている。
2018 FIFAワールドカップの12会場のうち、2会場は天然芝、6会場にSISGrass、2会場にグラスマスター、2会場にその他ハイブリッド芝が採用されている。

### 日本での利用
日本では、ヴィッセル神戸が2016年10月に神戸市西区にある練習場（いぶきの森練習場）で SISGrass の試験施工を行い、Jリーグによる実証実験、第三者機関によるフィールドテストを経て、2017年7月の日本プロサッカーリーグ（Jリーグ）理事会で2018シーズンよりヴィッセル神戸の本拠地である御崎公園球技場（ノエビアスタジアム神戸）のハイブリッド芝ピッチ内敷設を承認。フィールドテストでは「当該ハイブリッド芝は、安全性および質の点において、天然芝と同等であることが確認された。なお、今回の実証実験の成功要因は、グローイングライトや地温コントロールシステム等、天然芝育成環境の確保によるところが大きいと推察される」との総評を与えている。
また、ラグビーワールドカップ2019の開催地にもなった東京スタジアム（味の素スタジアム）にも2019年に導入されている。2019年9月20日から11月1日までの40日間で日本代表戦2試合を含む8試合を行ったがピッチ状況は非常によく、World Rugbyやプレイした選手から好評を得ていた。しかし2020年東京オリンピックの馬術会場となっていた為、既にSISGrassは撤去され天然芝グラウンドに戻っている。
日本総代理店は神戸市須磨区に本社を置く 株式会社K2K。

## 素材
SISGrassと類似のハイブリッド芝商品に、デッソスポーツシステムズ社のグラスマスターがあるが、両者は人工繊維の素材が異なっている。デッソ・グラスマスターは、強度や耐久性に優れているという理由からポリプロピレンを、一方SISGrassは、柔軟性と耐久性、皮膚親和性に着目し、ポリエチレンを採用している。 またSISGrassのために、独自開発された人工繊維MN Ultraは、FIFA及びWorld Rugbyの認可を受けている。

## 主な導入実績
| 国名             | 主な使用チーム                                | 施工場所（スタジアム名・練習場）             | 備考                                                |
| ---------------- | --------------------------------------------- | -------------------------------------------- | --------------------------------------------------- |
| ロシア           | FCスパルタク・モスクワ CSKAモスクワ           | ルジニキ・スタジアム                         | 2018年ロシア・ワールドカップ （開幕戦・決勝戦会場） |
| ロシア           | PFCクリリヤ・ソヴェトフ・サマーラ             | コスモス・アレーナ                           | 2018年ロシア・ワールドカップ （準々決勝など）       |
| ロシア           | FCモルドヴィア・サランスク                    | モルドヴィア・アレーナ                       | 2018年ロシア・ワールドカップ                        |
| ロシア           | FCスパルタク・モスクワ                        | オトクリティエ・アレーナ                     | 2018年ロシア・ワールドカップ                        |
| ロシア           | FCロストフ                                    | ロストフ・アリーナ                           | 2018年ロシア・ワールドカップ                        |
| ロシア           | FCバルチカ・カリーニングラード                | カリーニングラード・スタジアム               | 2018年ロシア・ワールドカップ                        |
| 日本             | ヴィッセル神戸                                | 御崎公園球技場 （ノエビアスタジアム神戸）    | スタジアム内試験施工面の完了 2016年                 |
| 日本             | ヴィッセル神戸                                | いぶきの森練習場                             | 試験施工面の完了 2016年                             |
| 日本             | ヴィッセル神戸                                | 御崎公園球技場 （ノエビアスタジアム神戸）    | Jリーグの認可を受け日本初導入 2018年完成            |
| 日本             | FC東京                                        | 東京スタジアム （味の素スタジアム）          | 2019年                                              |
| イングランド     | チェルシーFC                                  | 練習場                                       | 1 面 2015年、 4 面 2016年                           |
| イングランド     | イングランド代表チーム                        | セント・ジョージズ・パーク                   | 1 面 2015年、 1 面 2016年                           |
| イングランド     | 英国スポーツターフ研究所（STRI）              | 研究施設グラウンド                           | 試験施工面の完了 2015年                             |
| イングランド     | ダービー・カウンティFC                        | iProスタジアム                               | スタジアム 2016年                                   |
| イングランド     | ダービー・カウンティFC                        | 練習場                                       | 5面 2016年                                          |
| イングランド     | レディングFC                                  | 練習場                                       | 3面 2016年                                          |
| イングランド     | ハル・シティAFC                               | 練習場                                       | 2面 2015年                                          |
| イングランド     | フラムFC                                      | 練習場                                       | 2面 2016年                                          |
| イングランド     | AFCボーンマス                                 | バイタリティー・スタジアム                   | スタジアム内試験施工面の完了 2016年                 |
| イングランド     | バーミンガム・シティFC                        | セント・アンドルーズ・スタジアム             | 1面 2017年                                          |
| ウェールズ       | スウォンジー・シティAFC                       | 練習場                                       | 1面 2016年                                          |
| アゼルバイジャン | アゼルバイジャン代表チーム                    | バクー・オリンピックスタジアム               | 1面 2015年（UEFA欧州リーグ決勝戦2019年開催）        |
| トルコ           | ベシクタシュJK                                | ボーダフォン・アリーナ                       | 1面 2016年（UEFAスーパーカップ決勝2019年）          |
| トルコ           | ベシクタシュJK                                | 練習場                                       | 1面 2016年                                          |
| トルコ           | チャイクル・リゼスポル                        | リゼ・アタテュルク・スタジアム               | 1面 2016年                                          |
| トルコ           | トラブゾンスポル                              | ヒュセイン・アヴニ・アケル・スタジアム       | 1面 2016年                                          |
| トルコ           | ガズィアンテプスポル                          | ガズィアンテプ・カミル・オジャク・スタジアム | スタジアム内試験施工面の完了 2016年                 |
| トルコ           | フェネルバフチェSK                            | シュクリュ・サラジオウル・スタジアム         | スタジアム内試験施工面の完了 2016年                 |
| トルコ           | フェネルバフチェSK                            | 練習場                                       | 試験施工面の完了 2016年                             |
| トルコ           | サムスンスポル                                | 19 May Stadium                               | 1面 2016年                                          |
| ギリシャ         | オリンピアコスFC                              | カライスカキス・スタジアム                   | 1面 2016年                                          |
| イタリア         | ACキエーヴォ・ヴェローナ エラス・ヴェローナFC | スタディオ・マルカントニオ・ベンテゴディ     | 1 面 2017年                                         |
| ドイツ           | 1860ミュンヘン                                | 練習場                                       | 試験施工面の完了 2017年                             |
| ドイツ           | ヴェルダー・ブレーメン                        | ヴェーザーシュタディオン                     | 1 面 2017年                                         |
| スペイン         | FCバルセロナ                                  | 練習場                                       | 試験施工面の完了 2016年                             |
| スペイン         | アスレティック・ビルバオ                      | 練習場                                       | 試験施工面の完了 2016年                             |
| マルタ           | マルタ代表チーム                              | タカリ・ナショナルスタジアム                 | 1 面 2016年                                         |
| イスラエル       | マッカビ・テルアビブFC                        | サミー・オフェル・スタジアム                 | 1 面 2016年                                         |
| ノルウェー       | ローゼンボリBK                                | レルケンダール・スタディオン                 | 1 面 2016年                                         |
| スウェーデン     | スウェーデン代表チーム                        | フレンズ・アリーナ                           | 1 面 2016年                                         |